# Международни финанси
Международни финанси (също и като международна монетарна икономика или международна макроикономика) е дял от финансовата икономика, който изучава динамиката на обменните нива, чуждестранното инвестиране и как тези афектират международната търговия. МФ изучават също международните проекти, международните инвестиции и капиталови потоци, както и търговските дефицити. Изучава също така фючърсите, опциите и замените на валути. Международните финанси са клон на международната икономика.